# Koče, Kočevje
Koče este o localitate din comuna Kočevje, Slovenia. Zona face parte din regiunea tradițională Carniola inferioară și este inclusă acum în regiunea statistică Southeast Slovenia.

## Istoric
Satul Koče avea 30 de case și 129 de locuitori în 1880. La 24 iulie 1882 a început un incendiu major la hambarul Jakob Wittreich de la Koče nr. 4; sa răspândit și a ars 16 case și 41 de clădiri în sat, ucigând de asemenea un număr mare de animale, deși nu au existat decese umane. Până în 1930 populația din Koče a scăzut la 68, iar 16 foste case au fost fie vacante, fie au fost rupte. La 28 și 19 noiembrie 1941, 48 de germani din Gottschee au fost evacuați din sat, lăsând doar 15 etnici sloveni care locuiau în 4 case. După cel de-al doilea război mondial, satul se afla în zona restricționată Kočevska Reka, iar ultimii locuitori au părăsit satul în anii 1980. Un semnalizator cu informații istorice și culturale despre sat și regiunea Kočevje în limba slovenă, germană și engleză a fost ridicat în sud-vestul satului în octombrie 2008.

## Nume
Koče era cunoscut ca Kotchen în germană și ca Götschə sau Gotsch în Gottscheerish. Numele a fost mai întâi atestat în 1498 sub numele de Kötschen și se crede că derivă dintr-o formă plurală a cuvântului comun slovac comun (casa mică), "chivot", referitor la locuințele modeste ale chiriașilor. Cele trei sate Primoži, Koče și Mlaka pri Kočevski Reki au fost, de asemenea, denumite colectiv în limba germană drept Fünfzehnhuben (literal, "cincisprezece piei").

## Biserica
Biserica locală, dedicată Adormirea Maicii Domnului, a fost o capelă a ușurinței din secolul al XVI-lea care a supraviețuit celui de-al doilea război mondial, dar a fost demolată în anii 1950. Biserica a aparținut parohiei din Kočevska Reka. Stătea pe un deal, la marginea de sud a satului, cu altarul îndreptat spre sud-est. Avea o naftă lungă dreptunghiulară, un zid de aceeași lățime și un turn de clopot împotriva zidului de sud-vest. Biserica a fost listată într-o listă a proprietății ecleziastice datând din 1526 și într-un raport al vizitatorului apostolic Paulus Bisantius din 1581. Biserica a fost probabil construită la sfârșitul secolului al XV-lea sau începutul secolului al XVI-lea, inițial cu o navă mai scurtă și un clopot din lemn pe acoperiș. Turnul clopotului de piatră a fost probabil construit la mijlocul secolului al XVIII-lea și nava sa extins în nord-vest nu mai mult de un secol mai târziu. În acest moment au fost construite noi ferestre în biserică și un acoperiș înalt arătat adăugat la clopotniță. Biserica avea o carcasă dreptunghiulară a ușii de piatră, cu o fereastră deasupra ei. Intrarea laterală a bisericii avea și o carcasă de ușă, construită din părțile unei carcase de ușă mai veche. Sacristia boltită a fost în parterul turnului clopotniței, iar biserica avea un acoperiș cu șipci de șipci. Pereții și bolțile au fost decorate cu fresce din secolul al XVII-lea. Istoricul de artă Marijan Zadnikar (1921-2005) a scris o descriere completă a bisericii încă intacte în 1947. Biserica a fost distrusă în 1953 sau 1954 și numai fundațiile sale sunt vizibile astăzi.